# Håkan Jonson
Håkan Jonson, född 1978 i Halmstad, är en svensk konstnär och förläggare, uppmärksammad för sina verk Evolution och Encyclopedia (med Johannes Heldén). Jonson är en av grundarna och initiativtagarna till Irrlicht förlag.